# Gary Taylor (profesor)
Gary Taylor (nacido en 1953) es un profesor e intelectual estadounidense. Profesor de inglés en la universidad George Matthew Edgar de Florida, es autor de numerosos libros y redactor asociado de The Oxford Shakespeare y de Oxford Middleton.

## Biografía
Taylor fue el primer miembro de su familia en obtener un título de bachillerato. Entró en la Universidad de Kansas, obteniendo un B.A. en inglés y filología clásica en 1979. Hizo su doctorado de inglés por la Universidad de Cambridge en 1988. Trabajó durante ocho años con Stanley Wells en el Oxford Shakespeare (de 1978 a 1986), un proyecto que provocado numerosas controversias.
Ha enseñado en la universidad de Oxford, en la Universidad Católica de América, en la universidad Brandeis (donde era titular de la cátedra de inglés), y en la universidad de Alabama (donde dirigió el programa Hudson Strode sobre Renacimiento, entre 1995 y 2005). En 2005, fue nombrado director del departamento de inglés de la Universidad Estatal de Florida, donde impulsó el primer programa interdisciplinar de aplicación tecnológica a los textos.

## Trayectoria
Taylor se ha interesado por el tema del teatro de William Shakespeare y Thomas Middleton, pero también sobre la cultura renacentista en general, la formación del canon shakespeariano, la raza y etnia del autor o el género y el tema de la masculinidad en su obra. Pero es conocido sobre todo como editor, crítico literario y teórico de la literatura. Es miembro de Folger Shakespeare Library, Nacional Endowment for the Humanities y John Simon Guggenheim Memorial Foundation. 
Taylor ha consagrado veinte años a The Collected Works of Thomas Middleton, publicado por Oxford University Press en 2007. Con John Lavagnino, dirige un equipo de 75 investigadores, de 12 países diferentes, con el objetivo de publicar "The Middleton First Folio", las obras teatrales de Middleton.

## Obras
- Gary Taylor y Michael Warren, eds., The Division of the Kingdoms (1983).
- Stanley Wells y Gary Taylor (with John Jowett and William Montgomery), William Shakespeare: A Textual Companion (1987).
- Reinventing Shakespeare: A Cultural History from the Restoration to the Present (1989).
- Gary Taylor y John Jowett, Shakespeare Reshaped 1606-1623 (1993).
- Cultural Selection (1996).
- Castration: An Abbreviated History of Western Manhood (2000).
- Buying Whiteness: Race, Culture, and Identity from Columbus to Hip Hop (2005).
- William Shakespeare, Complete Works, eds. Stanley Wells, Gary Taylor, John Jowett y William Montgomery, 1986.
- John Fletcher, The Tamer Tamed, ed. Celia R. Daileader y Gary Taylor, 2006.
- Thomas Middleton and Early Modern Textual Culture, gen. eds. Gary Taylor y John Lavagnino, 2007.
- The Collected Works of Thomas Middleton, gen. eds. Gary Taylor y John Lavagnino, 2007.